# یولیا واسیلیوا
یولیا واسیلیوا (روسی: Юлия Олеговна Васильева؛ زادهٔ ۶ سپتامبر ۱۹۷۸) شناگر شنای موزون اهل روسیه بود.